# Matt McLean
Matt McLean, né le 13 mai 1988 à Cleveland, est un nageur américain, spécialiste de nage libre.

## Carrière
Qualifié pour les Jeux olympiques d'été de 2012, il participe aux séries du relais 4 × 200 nage libre qui est remporté par l'équipe américaine et reçoit donc une médaille d'or.

Lors des championnats du monde en petit bassin 2012, il remporte la médaille d'or au relais 4 × 200 nage libre avec Ryan Lochte, Conor Dwyer et Michael Klueh.

## Palmarès

### Jeux olympiques
- Jeux olympiques de 2012 à Londres (Royaume-Uni) : 
  -  Médaille d'or du relais 4 × 200 m nage libre[1]

### Championnats du monde

#### Grand bassin
- Championnats du monde 2013 à Barcelone (Espagne) : 
  -  Médaille d'or du relais 4 × 200 m nage libre[1]

#### Petit bassin
- Championnats du monde en petit bassin 2012 à Istanbul (Turquie) :
  -  Médaille d'or du relais 4 × 200 m nage libre
- Championnats du monde en petit bassin 2014 à Doha (Qatar) :
  -  Médaille d'or du relais 4 × 200 m nage libre